# オーガズム
オーガズム（英: orgasm）・オルガスムス（独: Orgasmus）は、
累積的な性的緊張からの突然の解放のことであり、骨盤まわりの筋肉のリズミカルな痙攣を伴い、強い快感を生んだ後に弛緩状態に至るもののことである。
古代ギリシア語: ὀργασμός（オルガズモス、「成熟」「発情」の意）を語源とし、日本語では性的絶頂とも。俗には「アクメ」「エクスタシー」などの語を使う人もいる。また、オーガズムに達することを「イク」「イッた」などと表現する。

## 概説
全身の骨格筋の収縮、過度呼吸、心悸亢進、および骨盤まわりの筋肉のリズミカルな収縮を伴い、強い快感を生んだ後に弛緩状態に至る。他方で、心理学的には解放の頂点の主観的経験が見られる。
現在ではすでに古典的な研究とされるマスターズとジョンソンの定義した4段階の性反応周期では「オーガズム期」は「高原期」と「後退期」の間にあたる、とされた。
またオーガズムは、一面では、喜びを感じ、ゆだねるという心理的な経験であり、その時、心はもっぱら自分の個人的な体験だけに向けられているものである。
オーガズムは不随意もしくは自律的な大脳辺縁系により支配されており、性器と肛門を取り囲む下部骨盤筋群の高速な筋収縮のサイクルを伴う。オーガズムの間には脳波のパターンにはっきりとした変化が現れ、このことはオーガズムの反応における辺縁系の重要性を示している。男性と女性の脳はオーガズムの間には類似した変化を見せ、脳活動のスキャンは大脳皮質の大部分での一時的な代謝活動の低下と辺縁系での代謝活動の無変化もしくは増大を示す。

1970年代のマスターズ&ジョンソンの研究では、「生理的な反応の大半は男女共通である」とされたが、男女のオーガズムの生理的な相違点としては射精および不応期（無反応期ともいう）の存在がある。男性においては、オーガズムは一般的に射精へと至り、オーガズム後しばらくは再びオーガズムに到達できない不応期がある。不応期にはしばしばリラックス感（脱力感、虚脱感）が伴い、これは神経ホルモンであるオキシトシンとプロラクチンの放出によるものとされている。男性の不応期のことを、オーガズムに到達できないことやリラックス感から俗に「賢者タイム」という。女性はオーガズムを比較的長時間維持することができ、オーガズム直後の性的刺激により再度オーガズムに戻ることができる。

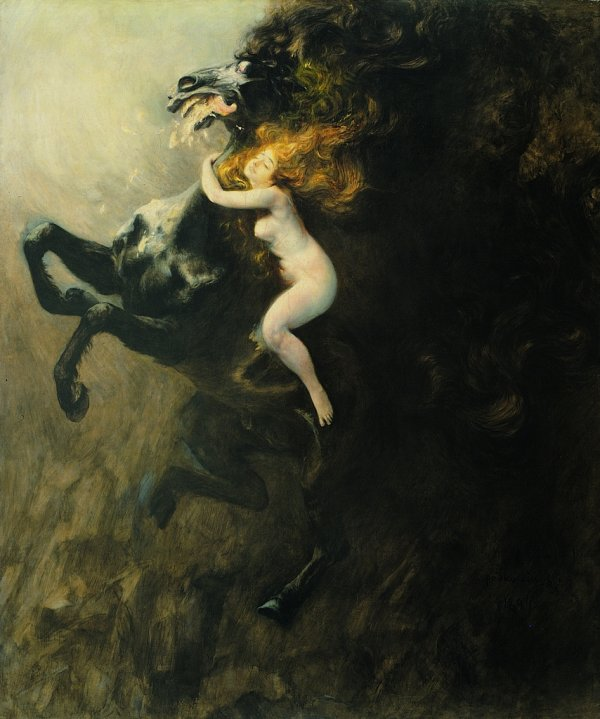
ヴワディスワフ・ポドコヴィンスキー画『エクスタシー』(1894)。

### 定義
「オーガズム」は生理学的・医学的には男女ともに生殖器周辺の筋肉の素早くリズミカルで強力な収縮、および心拍数・呼吸数・血圧の増大や瞳孔の拡散などを特徴として定義されている。だが、「オーガズム」の定義にはばらつきがあり、心理的・社会的要素もあるため、一貫した分類をどう行うかのコンセンサスは得られていないと考えられている。例えば学術誌『臨床心理学レビュー』では少なくとも26のオーガズムの定義がリストアップされている。
Gスポットを刺激することにより得られる女性のオーガズムや、数分間やさらには1時間も続く引き延ばされた・連続的なオーガズムといった種類の性感を厳密な意味で「オーガズム」と分類すべきかについては議論がある。この問題はオーガズムの臨床的な定義を軸とするものであるが、こうしたオーガズムの見方が単に生理学的なものである一方で、心理学的・内分泌学的・神経学的な「オーガズム」の諸定義もある。こうしたケースでは、経験される感覚は主観的なものであり、オーガズムの特徴である不随意の収縮は必ずしも関与する必要はない。しかしながら、両性が経験する感覚は極めて快いものであり、しばしば全身で体感され、超越的とも呼ばれる心的状態をもたらし、血管充血とそれに結び付いた快感は、収縮を伴う完全なオーガズムのそれと比肩しうるものである。例えば、現代における諸発見は射精と男性のオーガズムを区別することを支持するものとなっている。この理由のため、これらを厳密な意味でオーガズムと定義すべきかを巡っては両方の立場からのさまざまな見解がある。

## オーガズムへの到達

### 総論
心理学的・生理学的な性的刺激による静脈の鬱血や筋緊張の増大からの解放としてオーガズムが引き起こされる。男性がオーガズムに到達する最も一般的な方法は陰茎の性的刺激、女性のそれは陰核（クリトリス）の刺激である。
陰茎を膣に挿入して行う性交でオーガズムに達する女性は全体のおよそ35%にすぎないという調査もある（後述）。女性は乳首、子宮（子宮オーガズム）、その他の性感帯の刺激によってもオーガズムが得られることがあるが、これは比較的稀である。
男女ともに、物理的な刺激のほか、夢の中でのように心理的な興奮のみによってもオーガズムに達することがある。男性は射精することなくオーガズムに達すること（「ドライオーガズム」として知られる）も、オーガズムに達することなく射精することもある。夢精、遅漏、無オーガズム症の射精などが後者の例である。

### 女性のオーガズム
女性のオーガズムが、恐らくは人為的に、2つの異なったものとして分類されることがあるために、
女性のオーガズムを巡る議論は複雑なものとなっている――陰核のオーガズムと膣（Gスポット、ポルチオ）のオーガズムである。
膣オーガズムという概念を単独の現象として初めて主張したのはジークムント・フロイトであった。1905年にフロイトは、陰核のオーガズムは純粋に少女期の現象であり、思春期に到達するとすぐに膣オーガズム、すなわち陰核への刺激なしで得られるオーガズムへと移行してゆくのが成熟した女性の適切な反応であると述べた。フロイトはこの基本前提に何ら証拠を示すことはなかったが、この理論の影響は大きなものであった。フロイトの説は男性の陰茎を女性の性的満足の中心に据え、多くの女性たちは陰核への刺激がほとんどもしくは全くなしで膣での性交のみを通じてオーガズムに達することができなかった時に不適切感を覚えるようになった
。
フロイトの見解とは対照的に、女性の大部分は陰核への刺激によって、もしくは何らかの形での陰核刺激の補助によってのみオーガズムに達することができ、その後の研究は陰核の刺激が女性がオーガズムに達する最も簡単な方法であるということを支持している。ゲイル・サルツは「女性はオーガズムに達するまでに平均で20分間の刺激と興奮を必要とする。男性はこれより遥かに短い時間しかかからない。女性は男性よりも幅広いものを刺激として感じ、またどのような刺激が最も良く機能するかを正確に定義するのも困難である。性交だけによってオーガズムに達することができるのは女性のうち20%のみであり、大多数の女性は何らかの直接的な陰核への刺激を必要とする」としている 。これは陰核に6000以上もの神経繊維があるためである。陰核は蹄鉄のような形で膣を取り囲んでおり、陰唇に沿い、肛門の方へと伸びる「脚」（陰核脚）を有している。尿道海綿体が膣の「天井」に沿って走っており、膣を介してこれを刺激することが可能であるが、膣そのものには女性に快感やオーガズムを引き起こす機構は存在していないと考えられている。膣に挿入された陰茎、指、張形などと接触するのは陰核の一部、尿道海綿体だけである。「陰核の尖端と、これもまた非常に敏感な部分である小陰唇とは、性交中には直接の刺激は受けない。」 グレフェンベルグ・スポット、通称Gスポットは恥骨の背後にあり尿道を取り巻く小さな領域であり、膣壁の前部（腹側）から触れることができる。このスポットの大きさにはかなりの個人差があるようである。こうした膣の内側の刺激から得られるオーガズムは「膣の」オーガズムと呼ばれる。
1966年に、マスターズとジョンソンは性的刺激の段階に関する極めて重要な研究を公刊した。この著作では男女の双方が扱われており、また先行するアルフレッド・キンゼイのもの（1948、1953年）とは異なりオーガズム前後の生理学的な段階を決定しようと試みている。陰核と膣のオーガズムは同じ身体的な段階を持っているとされている。どちらの種類のオーガズムも陰核の刺激が主要な源になっていると夫妻は論じた。陰核の大きさに関する近年の諸発見もまた、陰核の組織が膣の内部に大きく広がっていることを示している。この発見は陰核のオーガズムと膣のオーガズムが別のものであるとする従来の主張を無効化しうる可能性がある。陰核と膣との繋がりは、陰核が女性のオーガズムの「源」であるという見解を補強するものである。今日では、大半の人々が「陰核」という言葉から思い浮かべる小さな目に見える部分よりも遥かに広く陰核の組織が広がっていることが明らかとなっている。これらの研究の中心的な研究者であるオーストラリアの泌尿器科学者ヘレン・オコネルは、膣による性交時の陰核の内部部分への刺激を考慮すると、この絡み合った関係がGスポットとされている部分と膣オーガズム体験に対する生理学的な説明となると主張している。「膣壁は、実のところ、陰核なのです。膣の側壁の表皮を取り除けてみれば、陰核の球状部分が現れます。三角の、三日月形をした勃起性の組織です。」とオコネルは説明する。陰核は亀頭部分だけなのではなく、「小さな丘」だというのである。女性の一部は他の女性に比べより広範囲な陰核組織を持っている可能性があり、それゆえに多くの女性が陰核の外部部分への直接的な刺激によってのみオーガズムに達することが出来る一方で、性交を通じた陰核のより広範な繊維への刺激だけで充分にオーガズムを得られる女性もいるのだと考えられる。
無オーガズム症は十二分な性的刺激を受けた後でもオーガズムに達するのが常に困難である状態であり、個人的な悩みの原因となる。これは男性よりも女性に遥かに一般的に見られる。女性の約15%がオーガズムに達するのに困難があると報告しており、またアメリカ合衆国の女性の10%は絶頂に達したことがない 。Sexualhealth.comのロバート・バーチは「標本調査に基づく統計がしばしばそうであるように、女性のオーガズムに関する数字は誰が調査され、誰が報告を行ったかによって結果にばらつきがあります。しかしながら、女性の恐らくは15%ほどは一度もオーガズムを経験したことがなく、最大で10%ほどの女性は一人で自慰をする時にしかオーガズムに達することができないようです。」と述べている。ドリュー・ピンスキーはこう述べている――
女性のオーガズムは平均して約20秒ほど続き、膣、子宮、肛門を含む骨盤領域の筋肉の一連の収縮からなると推測されている。一部の女性では、当人がオーガズムが始まったと報告した直後にこれらの収縮が始まり、約1秒の間隔で、最初は徐々に強く、後には徐々に弱くなりながら継続することがある。規則的な収縮に続いて、不規則な間隔で数回の追加的な収縮もしくは震えが起こる場合もある。オーガズムに達したと報告するが、骨盤領域の収縮は全く観察されない場合もある。

### 肛門の刺激
どちらの性においても、アナルセックスなどで見られるように、肛門周辺の神経末端および肛門自体から快感を得ることができる。男性は前立腺の刺激のみによってオーガズムを得ることが可能である。前立腺は直腸に隣接しており、女性のGスポットと関連していると考えられているスキーン腺の男性版の相同物である。ジャック・モーリンは、「肛門オーガズム」は前立腺のオーガズムとしばしば混同されているが無関係のものであると主張している。陰核の「脚部」が陰唇に沿って肛門まで伸びているため、肛門の刺激は一部の女性にとっても快感を伴うものでありうる。

### 乳房と乳首の刺激
一部の女性は、性交や前戯の間に乳房を刺激されたり、さらにはただ乳房を愛撫されたりするだけで、穏やかなもしくは激しいオーガズムに達する。女性の乳房の刺激が引き金となるが、その他の点では通常の（骨盤領域の）オーガズムと同じであるため、これは「乳房オーガズム」（breast orgasm）と呼ばれている 。女性の大半は乳房の刺激によりこの効果を体験することはない。213名の女性に質問した研究によると、そのうち29%が少なくとも一度は乳房のオーガズムを経験したことがあった。オーガズムは部分的には、性的興奮の際に体内で生産されるオキシトシンというホルモンにより引き起こされると考えられている。男性もしくは女性の乳首が刺激されて勃起するとオキシトシンが発生することが示されている。

### 自然発生
オーガズムは、何ら直接的な刺激を受けることなく自然発生的に起こることもある。性的な夢の中でオーガズムが起きることも時折ある。ロビン・ベイカーによれば男性の80%が夢精を経験し、女性は20歳までに10%、生涯では40%が夢の中でのオーガズムを経験する。
この種のオーガズムが初めて報告されたのは脊髄損傷（SCI）を持つ人々であった。脊髄損傷はある種の感覚の喪失や自己知覚の変容をもたらすことが非常に多いが、性的興奮や性欲などといった性的感覚が失われるわけではない。ゆえに、一部の人々は心的な刺激のみによってオーガズムを発動させることができるのである。
性的ではない活動によって自然発生的なオーガズムが引き起こされることもある。そのような活動の最良の例としては、サイクリングやエクササイズの際に自転車のサドルが性器と擦れる時のように骨盤筋群が締め付けられている時に意図せずに性器の軽い刺激を引き起こす緊張の解放が挙げられる。
一部の抗うつ薬が副作用として自然発生的な絶頂を引き起こすことがあることも発見されている。患者の大半がその事実を知らせたがらないため、抗うつ薬の投与を受けている患者のうちどのぐらいの数が自然発生的オーガズムを体験しているかの正確なデータはない。

### 不応期とマルチプル・オーガズム
女性や、比較的稀ではあるが男性も、不応期がないかあっても非常に短く、最初のオーガズムを迎えたすぐ後に第2のオーガズムやさらに多くのオーガズムを経験する場合がある。最初のオーガズムに続く連続した絶頂は刺激が蓄積してゆくにつれさらに強烈もしくは快感の強いものになり得る。一部の女性は、絶頂に達した後では陰核と乳首が非常に敏感になるため、さらなる刺激は最初は苦痛ともなる。女性でもオーガズムが1回きりの人もいる。一度オーガズムに達するとクリトリスに触れるのも嫌になる、というタイプの人である。ペニスやクリトリスといった海綿体でのオーガズムでは、プロラクチン（prolactin：乳腺刺激ホルモン）という物質が放出されることがあり、この血中濃度が高い間は、セックスに対する欲求が急速に減退すると言われている。
連続した複数回のオーガズムを、特に射精することなしに経験したと報告する男性たちもいる。射精しないオーガズム（ドライオーガズム）を経験した男性は、不応期が軽減されるためしばしば複数回のオーガズムを迎えることができる。1回に数時間をかけて自慰を続け、数多くのオーガズムを達成できる男性たちもいる。そうした男性の中には、最初から複数回のオーガズムを得られていた人も、訓練によって習得した人もいる。近年では、複数回のオーガズムを達成するためのさまざまな技法を記した書籍も数多く出版されている。複数回のオーガズムを得られる男性たち（とそのパートナーたち）の大半は、射精をしないことでオーガズム後も通常より遥かに精力的でいられると報告している。さらに、こうした男性たちは望むならば通常よりも強力な射精を伴うオーガズムも得ることが出来ると報告している。
射精直前に陰嚢と肛門のほぼ中間に位置する会陰を圧迫することで射精を防止するのが1つの方法である。しかしながらこれは精液が尿道を通って外部へと射出される代わりに膀胱へと流れ込む逆行性射精をもたらす可能性がある。また、長期間に亘り狭いサドルの自転車に乗り続けた男性の報告例と同様に、会陰の神経と血管を圧迫することにより長期的な損傷を引き起こす可能性もある。何らかの理由で前立腺もしくは膀胱の手術を受けた男性もまた逆行性射精のためにドライオーガズムを経験する場合がある。
複数回のオーガズムを迎えることのできる女性たちは、これを得るためにリラックスして「解放する」必要があることを報告しており、これと似たことを男性が行うのがもう1つの方法である。射精に伴う収縮や、先述のような強制的な抑制を行う代わりに、射精前の血管充血と送出を心身両面でコントロールするのである。こうした技法が成功すると、連続的もしくは複数回の「全身の」オーガズムをも得られる場合がある。前立腺、精嚢、輸精管の指による穏やかな刺激により、激しい放出を伴うオーガズムが持続する性的快感を得ることのできる男性もいる。アネロスやエネマグラなど、前立腺の刺激を主目的とした性具も開発されている。
思春期より前に自慰もしくはその他の性的活動を始めた男性の中には射精を伴わない複数回のオーガズムを得られていたと報告する人も多い。思春期以前の男性のオーガズムは「通常の」女性のオーガズム体験と質的に類似したものであることを示す証拠がいくつかあり、このことは思春期におけるホルモンの変化が男性のオーガズムの特質に強い影響を及ぼしていることを窺わせる。
多数の研究が、プロラクチンというホルモンが男性の不応期の原因と推測されるとしている。このため、カベルゴリン（製品名のカバサールやドスティネックスとしても知られる）のようなプロラクチンを抑制する薬品に実験的な関心が向けられている。カベルゴリンに関する事例報告は、この薬品が不応期を完全に取り除くことができ、男性たちに立て続けに射精を伴う複数回のオーガズムを経験させられることを示唆している。少なくとも1つの科学的研究もこうした主張を支持している。カベルゴリンはホルモンに変化をきたす薬品であり、数多くの副作用を持つ可能性がある。性機能不全の治療のための使用はまだ承認されていない。不応期の原因としてもう1つ、オキシトシンというホルモンの放出増加も考えられる。さらに、オキシトシンの増加量は不応期の長さにも影響しているかもしれないと考えられている。
1995年にはラトガース大学で科学的研究が行われ、成人男性における自然な、完全に射精する、複数回のオーガズムの実証に成功している。この研究では、36分間に6回の完全に射精するオーガズムが、不応期と見られるものなしに得られた。思春期が進行し成人期へと続く過程の中で不応期が軽減され、さらには完全になくなってしまう事例もあるようである。後には、P・ハーケらがプロラクチンの亢進反応なしに複数回のオーガズムに達した男性を観察している。

## 医学的側面

### 生理的反応

#### 段階と周期
マスターズとジョンソンは1960年代初頭に女性382人と男性312人の観察に基づき性的反応周期の先駆的な研究を行った。生殖器へと血液が急速に流れ込むにつれ興奮が起こる興奮期に始まり、生殖器が完全に興奮した状態が継続する高原期に達し、オーガズム（絶頂期）へと至り、最後には血液が生殖器から離れる後退期を迎えるという周期（サイクル）を示した。
1970年代には、ヘレン・シンガー・カプランがこの周期に性欲を付け加え、性欲が性的興奮に先行するのであると主張した。カプランは、不安、防衛、意思疎通の失敗といった感情が性欲を妨げ、従ってオーガズムも妨げることがあることを指摘している。
1980年代後半以降、ローズマリー・バッソンは線形的な進行と大雑把に捉えられていたものにより循環的な代替案を提案している。バッソンのモデルでは性欲が興奮とオーガズムの源となり、今度は逆にオーガズム周期の他の部分から供給を受けるのである。オーガズムは性的経験の頂点なのではなく周期の単なる1つの点にしかすぎず、人間はどの段階においても性的な充足を覚え得るのであるとバッソンは述べ、全ての性的活動の最終目的・地点として絶頂に当てられてきた焦点を緩和している。

#### 男性
男性はオーガズムの際には肛門括約筋、前立腺、および陰茎の諸筋肉の急速でリズミカルな収縮を経験する。精子が精巣から精管を上り前立腺へと輸送され、精嚢からの分泌液と共に精液として知られる液体となる。前立腺は精液の構成要素の1つとなる分泌液を作り出す。括約筋と前立腺の収縮により、蓄えられた精液は陰茎の尿道口から体外へと送り出される。この過程には3-10秒かかり、快感を生み出す。
射精後には通常不応期があり、その間は男性は再度オーガズムに達することはできない。不応期の続く時間は年齢やその他の個人的要因により1分未満から数時間までの幅がある。

##### 感覚
陰茎に刺激を受けオーガズムに近付くにつれ男性は、強烈で非常に快い、神経と筋肉の脈動する多幸感を感じる。これらの脈動は肛門括約筋から始まり亀頭へと移動してゆく。オーガズムの接近と共にこれらは速度・強度を増してゆき、最後には数秒間持続する快感の「高原」、すなわちオーガズムへと至る。
オーガズムの間には、通常は精液が射出され、多幸感が徐々に消えていった後も数秒間は射精が続くこともある。「オーガズム」の正確な感覚は男性によって違いがあると考えられている。

#### 女性
典型的な女性のオーガズムは男性のものよりも遥かに長く続く。オーガズムに先立ち、陰核の勃起と膣の開口部の湿潤が起きる。皮膚への血流増加により身体の大部分が赤みを帯びる性的紅潮を呈する女性もいる。女性がオーガズムに近付くと、陰核亀頭が内側へと動き陰核包皮の下へと隠れ、小陰唇が黒みを帯びる。オーガズムが間近に迫ると、膣の外側1/3が硬ばり狭窄し、膣全体は長く伸び、広がり、また充血した軟部組織により狭まる。マスターズとジョンソンはこの現象を「テント形成」（英: tenting）と呼んでいる 。膣以外では、乳首と乳輪の複合組織の筋線維芽細胞が収縮して乳首の勃起と乳輪半径の縮小を引き起こし、これはオーガズムの開始時に最高潮となる。それから、子宮に3-15回ほどの筋収縮が起こる。子宮、膣、肛門、骨盤に一連のリズミカルな収縮が起きる時、女性は十全なオーガズムを体験する。女性の大部分はこれらの収縮を非常に気持ち良く感じる。
近年オランダのフローニンゲン大学医療センターの研究者たちは、オーガズムの感覚と、骨盤を中心とし肛門で計測される周波数8-13Hzで発生する筋肉の収縮との相関関係を示した。収縮のこの特有の周波数の存在により、これらの諸筋肉の随意の収縮と自然発生的な不随意の収縮とを区別することができ、これは興奮を計量するに過ぎない心拍数などのような他の測定基準よりも正確にオーガズムと相関していると彼らは論じている。「究極において主観的な経験であるところのオーガズムと強い相関を持つ客観的かつ定量的な尺度としては初めてのもの」を見出したと主張している。8-13Hzで発生する収縮の尺度はオーガズムに特有なのだという。この測定基準を用いることで休息、随意の筋収縮、さらには不首尾に終わったオーガズムの試みなどからオーガズムを区別することが出来ることを発見したのである。

### 脳
文化的な障壁と技術的な困難のため、オーガズムと脳の活動をリアルタイムで関連付ける研究はごく僅かしか行われてこなかった。しかしながら、フローニンゲン大学のGert Holstegeと同僚たちが率いた一連の研究は、脳の活動を含むオーガズムに特有の生理学的特徴および男女間での反応の違いを明らかにした。
ある研究では、パートナーに愛撫されている最中の12人の健康な女性をポジトロン断層法（PET）でスキャンした。休息、性的刺激、演技のオーガズム、実際のオーガズムのそれぞれの状態における脳の変化が観察・比較された。男性と女性では刺激を受けている際の脳の変化に違いが認められた。しかしながら、行動調節、恐怖、不安と結び付いている脳の領域が停止するという男女共通の変化が観測された。こうした変化に関して、Holstegeはロンドン・タイムスでのインタビューで「これは、あらゆる恐怖や不安を非活性化すること、忘れることがオーガズムを得るために最も重要で、必要条件でさえあるのかもしれないということを意味します。」と語っている。
陰核を愛撫されているうちに、恐怖、不安、行動調節を処理する脳の部分がリラックスし活動を低下させ始める。これはオーガズムの時点で最も顕著となり、女性の感情中枢は実質上停止しほぼ昏睡に近い状態が生み出される。Holstegeは欧州人間生殖学会の2005年の会合においてこう語ったという――「オーガズムの瞬間には、女性はいかなる情動的感情も持っていない。」
初期の諸報告では、男性のオーガズムが続く時間が女性のものより遥かに短いためPETスキャンにより男性のオーガズムの影響を観測するのは困難であると示唆していた。しかしながら、Rudie Kortekaasらは「オーガズムの最中では両性の共通性が顕著であった……これらの結果から、性的行為における男女間の脳反応の違いは主に刺激段階（高原期）に関係するものであり、絶頂期そのものに関係するものではないと我々は結論する。」
脳の神経細胞は常に微弱な電気信号を出して体の部位に様々な指令を出している。これが「脳波」と呼ばれるもので、身体や精神の動きは脳の存在のおかげとも言われている。そして人間の一部の営みともなるオーガズムは脳に大きな負荷をかけている。サイエンスライターの石崎正浩氏の著作によると、セックスでオーガズムに達するときの脳波は1000マイクロボルトも電位を生じさせていると言う。これは正常時の100倍近い数値であり、このことから脳内の神経細胞はオーガズムの度に破壊され、IQも低下するリスクもある。逆に顕著な影響はないと主張する専門家もまたいる。

### 健康
オーガズム、および実際には性行為全体は、数多くの重要な身体組織の努力を必要としうる身体活動である。1997年に『イギリス医師会雑誌』に掲載された、45-59歳の男性918人を対象とした研究によると、10年間の追跡調査で、週に2度以上のオーガズムを得ている男性はそうでない男性に比べ全ての死因で死亡率が半分であった。より明確に循環器の健康に焦点を合わせた2001年の追跡調査では、週に3度以上の性交を行う男性は心臓発作および脳梗塞のリスクが50%低かった。（一般に、相関関係は因果関係を意味しないことに注意。）

### 加齢
男性女性ともに、加齢するに従ってオーガズムに伴う紅潮、筋緊張、直腸の収縮などは衰え、陰茎や膣の収縮の回数も減少する。男性では通常、歳を取るにつれ、射精する精液の量や飛距離が減少し、射精後の不応期も長くなる。

### オーガズム不全
オーガズムを得ることができないことは「オーガズム不全」、「無オーガズム症」もしくは「射精無快感症」などと呼ばれる。男性が勃起と射精をするがオーガズムが得られない場合、その男性は射精無快感症であるとされる。
「不感症 sexual anesthesia」や（性欲自体のない）「冷感症」のような言葉は曖昧なため、今日では包括的に「性障害」「性機能不全」などと呼ばれている。
女性のオーガズム不全の原因の大半は前戯不足のような性的無知もしくは心理的な原因によるものがある。より具体的には情緒不安、性交に対する嫌悪感や恐怖、（異性に興味が無く）同性愛であること、夫婦間の不和の問題などが挙げられる。少し異なったものとしては、過労（精神的な過労も、肉体的な過労も）が挙げられる。心理的な要因や過労といった要因があると、大脳皮質においてドーパミン系機構へ抑制がかかり、オーガズムが抑制されるのだと考えられている。
これには振舞に対するプレッシャーや、パートナーの満足から切り離して快楽を追求することへのためらいが密接に関係しているようだ。しばしば女性はパートナーの快楽のことが気掛かりとなるあまり不安に陥り、これはオーガズムの遅延に対する焦りとなって現れる。この遅延は、オーガズムによる性的満足に到達できないことへの不満へと結び付き得る。精神分析家のヴィルヘルム・ライヒは1927年の著書『オーガズムの機能』において初めてオーガズムを精神衛生の中核的な概念に据え、完全なオーガズムを得る障害という観点からノイローゼを定義した。
心理的な原因によるオーガズム不全の治療を試みる場合は精神療法や心理療法が採用される。つまりカウンセリング（セックス・カウンセリング）やセラピー（セックス・セラピー）が有効となると言われる。上述のように、オーガズム不全の大半は心理的な要素によって起きているが、他にも、生理学的な要素も関与することはある。中枢神経の機能障害によって不感症が起きることがある。このケースならば、ドーパミン系の賦活薬やセロトニン系機構の抑制をもたらす薬剤が効く場合もある。
精神医学で用いられる薬物はほぼ全てが性への作用に関係し、男性の射精障害や女性のオーガズムの阻害・遅延を起こす可能性がある。例えばベンラファキシンやSSRIはセロトニン濃度を上昇させるため男女ともにオーガズムの達成を困難にする
。
なお、特に同時にオーガズムを得ることやそれと類似した営みに関して、多くの性科学者たちは、早漏の問題が、相互のオーガズムが性的関係の目的や性的満足の印として過度に強調されていた20世紀初頭における科学的アプローチにより促された考え方に密接に関係していると主張している。

## タントラ・セックス
タントラ・セックスは古代インド・ヒンドゥー教の性の実践における宗教的伝統である（密教のタントラとは別のものである）。タントラにおいては従来的（欧米的）な性への文化的アプローチとは異なり、オーガズムを性交の目的とは考えない。タントラ・セックスの実践者たちは、数多の体位や性技を用いオーガズム以前の状態に長時間留まり続けることで心身の長い恍惚を得ようとし、オーガズムはその1つの区切りに過ぎないと考える。性のエネルギーはオーガズムではなく、至福の悟りへと進むために用いられる。
バグワン・シュリ・ラジニーシのような現代のネオ・タントラ・セックスの唱道者たちは、こうしたアプローチによりオーガズムの感覚が意識的体験の全域へと広がってゆくと主張している。また、西洋文化が絶頂感のオーガズムという目的に焦点を合わせすぎで、性体験での他の時間において深い快楽を味わうことを妨げていると主張しており、これを取り除くことによってより豊かで、十全で、強力なつながりを得ることができると説いている。

## 文学におけるオーガズム

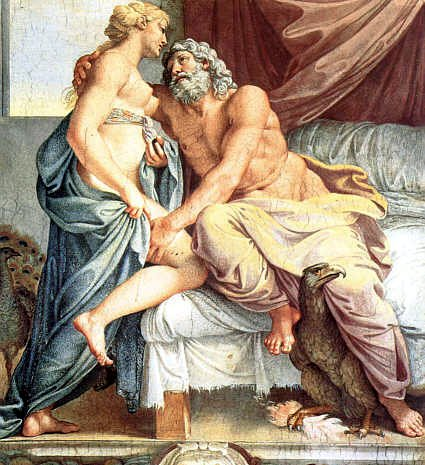
『ユーピテルとユーノー』。アンニーバレ・カラッチ画

古代より、オーガズムは文学において幅広く表現され続けてきた。古典古代では、ギリシア文学やラテン文学もこの主題に取り組んでいた。オウィディウスの『変身物語』はユーピテルとユーノーの交わした議論を再話している。ユーピテル曰く――
ユーノーはこの考えを拒絶する。両者は、女性として7年間を生き「愛を男女両方で知った者」テイレシアースに意見を求める。テイレシアースはユーピテルに同意して女の快感は男の10倍であると答えユーノーの怒りを買い、その場で盲目とされてしまった。ユーピテルはテイレシアースの痛手を和らげるため予言力と長寿を与えた。『変身物語』以前にも、オウィディウスは『愛の技法』において2人共に満たすことのできない性交を嫌悪すると宣言している。
ロマン主義とホモエロティシズムの時代となってもオーガズムというテーマは描かれ続けた。「並外れた守備範囲と多彩さの翻訳者」と称された詩人パーシー・ビッシュ・シェリー（1792–1822）は『フランソワ・ラバイヤックとシャルロット・コルデーの祝婚歌と思われる断片』の中で「いかなる生もかのような死には及ばず」というフレーズを記し、これはオーガズムの暗喩であると考えられており、またこのフレーズの前には「吸ってくれ、吸ってくれ、僕は燃える、僕は燃える！」という明白にフェラチオを仄めかした詩行がある。シェリーにとってオーガズムは「並外れた魅力を持つ人と共にいながら放置された状態でいることによるほとんど不本意な結果」であった 。シェリーの生涯最後の恋の相手であったエドワード・エラーカー・ウィリアムズのことが『セルキオ川の小舟』で回想されており、これは恐らく「文学における最も偉大なオーガズム描写」であろうと見なされている。
| The Serchio, twisting forth                       | セルキオ川は曲がりくねりつつ進む                       |
| Between the marble barriers which it clove        | 大理石の両岸をかき分けながら                           |
| At Ripafratta, leads through the dread chasm      | リパフラッタにて、恐ろしい深淵を貫いて                 |
| The wave that died the death which lovers love,   | 恋人たちが愛する死を死んだ波は進む、                   |
| Living in what it sought; as if this spasm        | 求めるものの中に生きながら――この痙攣が                 |
| Had not yet passed, the toppling mountains cling, | 未だ過ぎ去らぬかのように、ぐらつく山々はしがみつくが、 |
| But the clear stream in full enthusiasm           | 澄んだ流れは熱狂に満ちて                               |
| Pours itself on the plain....                     | 平野へと自らを注ぎ込む……                               |

シェリーはこの詩においてもまた「恋人たちが愛する死」として死とオーガズムを結び付けている。興味深いことに、フランス文学においては小さな死（仏: la petite mort）はオーガズムの有名な婉曲表現となっている――これは人がオーガズムの間は自身のことも世界のことも忘れ去っていることを表しているのである。アルゼンチンの作家ホルヘ・ルイス・ボルヘスもまた同じ発想から、「トレーン、ウクバール、オルビス・テルティウス」に付けた脚注において、トレーンの教会の中の1つが観念的には「全ての男は、性交時の眩暈のする瞬間には1人の同じ男なのである。シェイクスピアの詩の1行を暗唱する者は全てウィリアム・シェイクスピアなのだ。」と主張していると書いた。シェイクスピアその人もこの考え方には親しかった――「私はあなたの心の中に生き、あなたの膝の上で死に、あなたの瞳の中に葬られましょう」「私は勇敢に死んで行こう、気取った花婿のように」と、『空騒ぎ』のベネディックおよび『リア王』のリア王に繰り返し語らせており、女性の膝で死ぬというくだりは性的なオーガズムを含意すると解釈されている。
精神分析学者のジークムント・フロイトは『自我とエス』（1923）において、オーガズムによる性的満足はエロース（生の本能）を使い果たしタナトス（死の本能）へと場を譲るのではないか、換言すればオーガズムによりエロースはその任務を終えタナトスに取って代わられるのではないかとしている。現代作家たちは隠喩なしでオーガズムを表現することを選んでいる。例えばデーヴィッド・ハーバート・ローレンスの小説『チャタレイ夫人の恋人』（1928）に、カップルの性行為のあからさまな語りを見出すことができる――「彼が動きはじめると、彼女の中で突然でどうすることもできないオーガズムが目覚め奇妙な戦慄が彼女の内側で波紋となって広がっていった……」。

## 生物学などにおけるオーガズムの機能を巡る諸仮説
男性のオーガズムと射精が受胎に必要である一方、1770年代にラザロ・スパランツァーニが犬の人工授精に成功するなどして、受胎に女性のオーガズムは必要とされないことが知られるようになって以降、女性の性的快感には生殖上の役割はないと考えられてきたが、生殖過程における女性のオーガズムの役割に関するさまざまな仮説が進化生物学らなどにより提唱されている。

### つがい形成と性淘汰
1967年にはデズモンド・モリスがポピュラーサイエンスの著書『裸のサル』において初めて、「女性のオーガズムは男性パートナーとの肉体的な親密さを促進し、つがいの結び付きを強めるために進化したのではないか」と示唆した。「男性に比べ女性がオーガズムに達するのが比較的難しいことで女性は、他の霊長類の配偶者選択において見られるような身体の大きさや攻撃性ではなく、忍耐力、気配り、想像力、知性といった特質を持つ男性を選択するように導かれ、ダーウィン的進化において有利となるのであろう」とモリスは推測・主張した。

### 繁殖力
モリスはまた「オーガズムが、女性を消耗させ横たわったままにさせることによって精液が漏出してしまうことを防ぎ、受胎を容易にもしている」と主張した。これは「斧仮説」もしくは「ノックアウト仮説」とも呼ばれるが、今日では極めて疑わしいと考えられている。
他の諸理論は女性のオーガズムが繁殖力を高めるのであろうという考えに基づいている。古代ギリシアの哲学者アリストテレスは、オーガズム中の子宮頸部が吸角のように働き精液を吸い寄せて受胎を助けるのではないかと書いた。イギリスの生物学者ベイカーとベリスは女性のオーガズムが食道が食物を嚥下する能力を上下逆にしたような「吸い上げる」動きをし、望ましい精液を保持し受胎の可能性を高めるのではないか、と示唆した。ベイカーらは女性のオーガズムが精子競争において役割を持つのではないか、と推測した。1994年にザ・ラーニング・チャンネルで放送された性に関するドキュメンタリー番組では、性交中の女性の膣の中に光ファイバーカメラを挿入し撮影を行った。彼女がオーガズムを迎えると、骨盤筋群が収縮して子宮膣部が反復的に膣円蓋内に溜った精液へと浸り、あたかも精子が外子宮口へと確実に進むようにし受胎の可能性を高めようとするかのような動きを見せた。エリザベス・ロイドはこのシーンで流されたナレーションがこれを「精子の吸い上げ」の例であるとしたことを批判し、これは子宮オーガズムでの通常の収縮に過ぎず、繁殖力へのどのような効果も示されてはいない、とした。マスターズとジョンソンもX線撮影による調査に基づき否定的な見解を示している。
また例えば、オーガズムにより骨盤筋肉の収縮により陰茎を締め付けることで男性のオーガズムと射精を引き起こすとも考えられる。
排卵中には比較的オーガズムに達しやすい傾向があるという観察は、オーガズムが繁殖力の増強に結び付いていることを示唆しているという。

### 精子の選択
進化生物学者のロビン・ベイカーは『精子戦争』において、オーガズムの発生とタイミングは全て、進化的により適した男性の精子を受け取り保持するための女性の身体の無意識的な戦略の一部をなすのであると論じている。子宮頸部は精子と病原体に対する自然のフィルタとなっており、性交時のオーガズムはこれを回避させるためのボタンとして機能し、性交前のオーガズムは逆にフィルタを強化するというのである。
ただしその論拠となる子宮頸部による精液の「吸い上げ」についてはマスターズとジョンソンは否定的な見解を示しており、性科学者のイェルト・ドレントも「内容には多少の疑いをもってかかるべきだろう」としている。

### 痕跡説
陰核は陰茎と相同である――両者は共に同じ胎児構造から発達するのである。スティーヴン・ジェイ・グールドやその他の研究者たちは陰核が女性における痕跡器官であり、女性のオーガズムには進化上の機能は特に有していないと主張している。エリザベス・ロイドのようなこの仮説の主唱者たちは、膣での性交を通じて女性がオーガズムに達するのが比較的困難であること、オーガズムの後では受精率が増大することの証拠が乏しいこと、女性がオーガズムに到達できる能力とその女性が性交を行う可能性との間には統計的な相関が見られないことなどを指摘している。
科学ライターのナタリー・アンジェは、この仮説が女性のオーガズムの心理社会的な価値を過小評価していると批判している。キャサリン・ブラックリッジは著書『ヴァギナ：女性器の文化史』において、オーガズムと受胎の成功との間に結び付きがある可能性を示す研究を引用している。ブラックリッジは「女性のオーガズムは痕跡的なもの」とする仮説が、受胎の成功の結果としてもたらされ続けている進化的な利点を無視していると批判している。人類学者・霊長類学者であるサラ・ブラファー・ハーディもまた女性のオーガズムが痕跡的なものであるとする議論を批判し、そのような考え方には性差別の気配があると書いている。

### 個人差の遺伝的基礎
2005年に行われた双生児研究は女性の3人に1人は性交（膣に陰茎が入る行為）中にオーガズムに達したことがない、あるいはほとんど達することがなく、性交で常にオーガズムに達するのは10人に1人にしか過ぎないことを明らかにした。一般に心理社会的なものであると考えられている、オーガズムに達する能力のこの個人差は、34-45%が遺伝的なものであると明らかになった。4000人の女性を調査したこの研究は王立協会の学術誌『バイオロジー・レターズ』で公表された。エリザベス・ロイドはこれを女性のオーガズムが適応的なものではないことの証拠として引用している。

## ヒト以外の動物
霊長類では雌雄ともに関係部位の素早くリズミカルで強力な収縮が見られ、メスでは交尾中や自慰中に膣の充血、陰核の勃起、全身の筋肉の緊張、心拍数の増加、体毛の起立などが同時に観察される。霊長類の他でもネズミやウシなど数多くの動物がオーガズム様の反射を示す。
オスのオーガズムの機序は哺乳類の大半でも同様である。一部の哺乳類および、哺乳類以外でもアメリカワニ などには陰核がある。
生殖以外の理由で性交を行っているように思われる種であるイルカの性とオーガズムに関する研究も行われている。

## 関連文献
- Gabriele Froböse, Rolf Froböse, Michael Gross (Translator): Lust and Love: Is it more than Chemistry? Publisher: Royal Society of Chemistry, ISBN 0-85404-867-7, (2006).
- Komisaruk, Barry R.; Beyer-Flores, Carlos; Whipple, Beverly. The Science of Orgasm. Baltimore, MD; London: The Johns Hopkins University Press, 2006 (hardcover, ISBN 0-8018-8490-X).
- 『オルガスムの歴史』 ロベール・ミュッシャンブレ(Muchembled, Robert)著 ; 山本規雄訳. -- 作品社, 2006.8 ISBN 4861820960